# Acklam, Middlesbrough
Acklam är en stadsdel i Middlesbrough, i distriktet Middlesbrough, i grevskapet North Yorkshire, i England. Ward hade 5 898 invånare år 2021. West Acklam var en civil parish fram till 1932 när blev den en del av Middlesbrough, Hemlington och Marton. Civil parish hade 287 invånare år 1931. Byn nämndes i Domedagsboken (Domesday Book) år 1086, och kallades då Achelum/Aclum/Aclun.